# 6215 Mehdia
6215 Mehdia eller 1973 EK är en asteroid i huvudbältet, som upptäcktes 7 mars 1973 av den tjeckiske astronomen Luboš Kohoutek vid Bergedorf-observatoriet. Den har fått sitt namn efter Mehdya i Marocko.
Asteroiden har en diameter på ungefär 13 kilometer.